# Christian Furrer
Christian Furrer (* 1977 in Mainz) ist ein deutscher Schauspieler.

## Leben
Furrer stammt aus Gau-Bischofsheim bei Mainz. Er besuchte von 2000 bis 2003 die Schauspielschule Mainz. Während seiner Ausbildung trat er am Staatstheater Mainz auf. Nach Abschluss seiner Ausbildung wurde er 2003 für das Boulevardstück Einmal nicht aufgepasst von Lars Albaum und Dietmar Jacobs an das Contra-Kreis-Theater in Bonn verpflichtet. Mit diesem Stück gastierte er dann 2003–2004 im Rahmen einer Deutschland-Tournee am Theater am Kurfürstendamm in Berlin, am Theater am Dom in Köln und am Theater an der Kö in Düsseldorf. Er spielte in dem Stück, an der Seite von Jochen Busse und Heide Keller, den Fahrradkurier und Hip-Hopper Danny.
Von 2004 bis zum Ende der Spielzeit 2007/08 war er Ensemblemitglied der Burghofbühne Dinslaken. Er spielte dort u. a. folgende Bühnenhauptrollen: Lucio in Maß für Maß, Major Crampas in Effi Briest und den Schreiber in Der Totmacher. Auch trat er in mehreren Kinder- und Jugendtheaterstücken auf;  so übernahm er beispielsweise die Titelrolle in dem Märchenstück Das tapfere Schneiderlein. Von 2009 bis 2011 trat er bei Brüder Grimm-Festspielen in Hanau auf. Seit 2011 spielt er erneut bei der Burghofbühne Dinslaken.
Seit 2007 arbeitet Furrer hauptsächlich für Film und Fernsehen. Zu seinen Kinoarbeiten gehören Das Haus der Krokodile (2012), Im Labyrinth des Schweigens (2014) und Ostwind 2 (2015). In der Kriminalkomödie Im Winter, so schön (2015) spielte er die männliche Hauptrolle, den Kleinkriminellen Erhard.
Im Kölner Tatort: Der Fall Reinhardt (Erstausstrahlung: März 2014), spielte er, in einer Szene mit Klaus J. Behrendt, den Kindesvater Ralph Meins. In dem Fernsehfilm Königin der Nacht (Erstausstrahlung: Februar 2017), in dem sich eine Öko-Bäuerin als Escort-Lady verdingt, mit Silke Bodenbender in der Hauptrolle, spielte Furrer den Freier Robert Weiler.
Mehrfach übernahm Furrer auch Rollen in Fernsehserien. In der Fernsehserie Danni Lowinski spielte er in zwei Folgen, die im Mai 2010 erstausgestrahlt wurden, den Wachmann und alleinerziehenden Vater Manni Goldmann. In der WDR-Fernsehserie Ein Fall für die Anrheiner (2011) hatte er eine Episodenhauptrolle; er spielte den attraktiven Surfer Klaus Blume, den Ex-Freund der Serienfigur Elly und Vater ihrer Tochter Emma. Im November 2015 war er in drei Episoden der Serie Alles was zählt als Stefan Zodani zu sehen. In der Fernsehserie Phoenixsee (2016) übernahm er eine durchgehende Seriennebenrolle; er spielte den Anwalt Dr. Merten Zellerhoff, der die Serienhauptfigur Birger Hansmann (Stephan Kampwirth) als Insolvenzverwalter berät.
Im Februar 2017 war Furrer in der ZDF-Serie Der Staatsanwalt in einer Episodenrolle zu sehen;  er spielte Robert Strehle, den Betreiber eines Windparks im Taunus.
Als Schauspieler war Furrer auch in Werbespots (u. a. für Perlweiss) zu sehen. Er lebt in Köln und Frankfurt am Main.

## Filmografie (Auswahl)
- 2008: Zwillingsküsse schmecken besser (Fernsehfilm)
- 2009: Ein Fall für zwei (Fernsehserie; Folge: Eine tödliche Affäre)
- 2010: Danni Lowinski (Fernsehserie; Episodenrolle, zwei Folgen)
- 2011: Ein Fall für die Anrheiner (Fernsehserie; Folge: Der Wellenreiter)
- 2012: Countdown – Die Jagd beginnt (Fernsehserie; Folge: Die Polizistin)
- 2012: Das Haus der Krokodile (Kinofilm)
- 2012: Schreibtischtäter (Kurzfilm)
- 2013: 7 Tage für den Henker (Kurzfilm)
- 2013: Vollnarkose (Kurzfilm)
- 2014: Tatort: Der Fall Reinhardt (Fernsehreihe)
- 2014: Alles Verbrecher: Eiskalte Liebe (Fernsehfilm)
- 2014: Im Labyrinth des Schweigens (Kinofilm)
- 2015: Ostwind 2 (Kinofilm)
- 2015: Alles was zählt (Fernsehserie; Episodenrolle, drei Folgen)
- 2016: Phoenixsee (Fernsehserie; Seriennebenrolle)
- 2017: Königin der Nacht (Fernsehfilm)
- 2017: Der Staatsanwalt (Fernsehserie; Folge: Gegenwind)
- 2018: Phoenixsee – 2. Staffel (Fernsehserie; Seriennebenrolle)
- 2021: Heldt (Fernsehserie; Folge: Krankenhausreif)
- 2021: Der Staatsanwalt (Fernsehserie; Folge: Gelöscht)